# 13 Korpus Strzelecki (ZSRR)

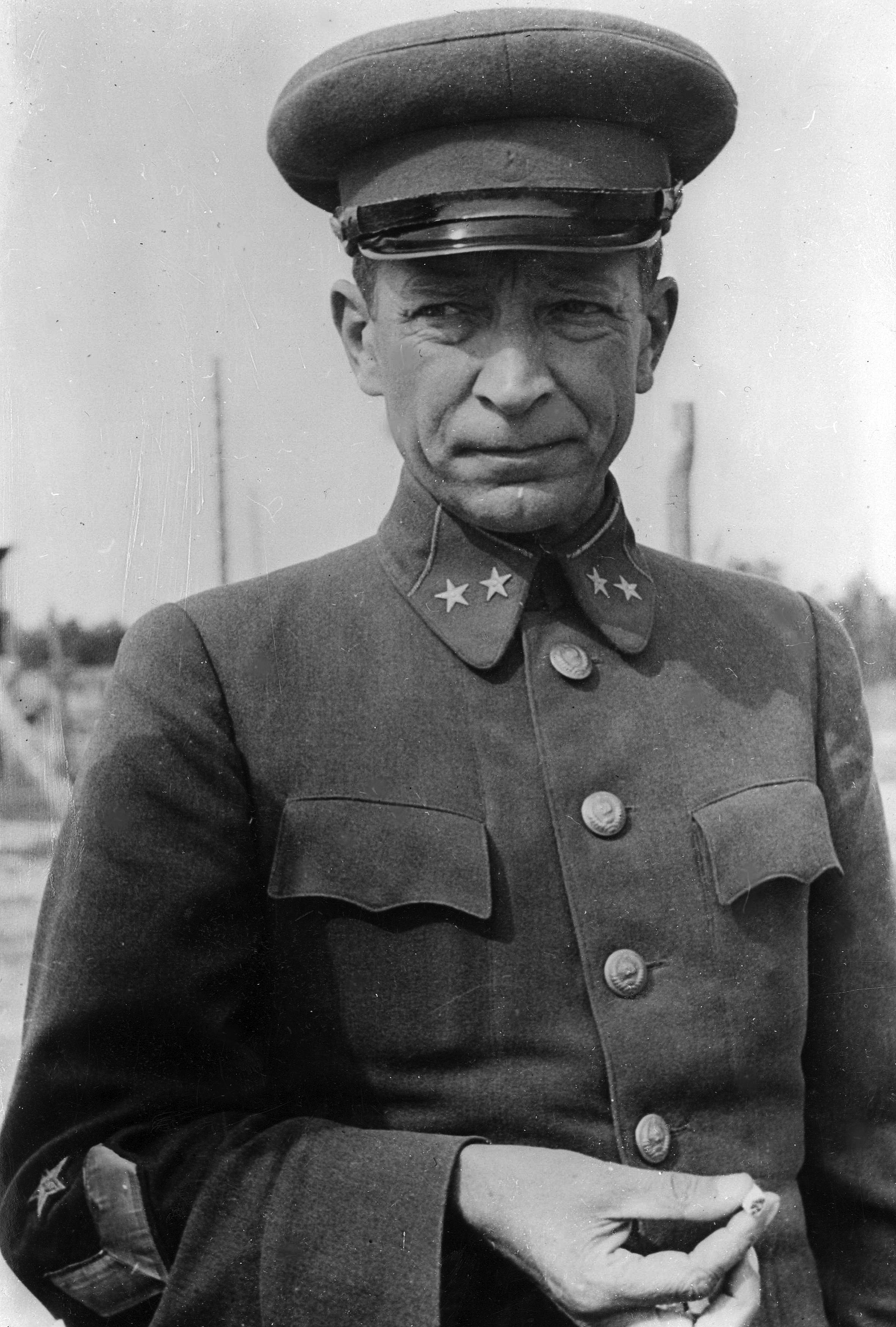
Nikołaj Kiriłłow, jeden z dowódców 13 KS

13 Korpus Strzelecki (ros. 13-й стрелковый корпус)  – wyższy związek taktyczny Armii Czerwonej z okresu II wojny światowej.
Sformowany został w 1936 roku. W 1939 roku wchodził w skład 12 Armii i wraz z wojskami III Rzeszy i Słowacji od 17 września brał udział w najeździe na Polskę. 
W 1941 roku, w czasie niemieckiego ataku na Związek Radziecki korpusem należącym do 12 Armii dowodził gen. mjr Nikołaj Kiriłłow.

## Dowódcy korpusu
- gen. mjr Nikołaj Kiriłłow (13.02.1938 - 16.08.1941)
- gen. mjr Iwan Pijaszew (19.12.1942 - 02.02.1943)
- gen. mjr Waldemar Damberg (03.02.1943 - 03.12.1943)[3]

## Struktura organizacyjna
Skład w 1939 roku:
- 72 Dywizja Piechoty
- 99 Dywizja Piechoty
- 23 Brygada Pancerna

Skład 22 czerwca 1941 roku:
- 44 Dywizja Piechoty
- 58 Dywizja Piechoty
- 192 Dywizja Piechoty